# Wohnhaus Birkenweg 28
Das Wohnhaus Birkenweg 28 in Ganderkesee-Rethorn wurde im 20. Jahrhundert gebaut.
Das Gebäude steht unter Denkmalschutz (siehe auch Liste der Baudenkmale in Ganderkesee).

## Geschichte
Das eingeschossige giebelständige verputzte Gebäude auf tiefem Grundstück mit Mansarddach und expressionistischen Fensterbekrönungen wurde in den 1920er Jahren gebaut. Der linksseitige zurückgesetzte Vorbau mit Eingang, die rechte Auslucht und auf der rechten Seite der Wintergartenanbau mit korbbogigen Fenstern und Balkon sowie die Fensterläden gliedern das Haus.
Das Niedersächsische Landesamt für Denkmalpflege befand: „… geschichtliche  Bedeutung … als beispielhaftes, städtisch geprägtes Wohnhaus der 1920er Jahre …“